# Heinrich Kramm (Bibliothekar)
Heinrich Kramm (* 29. September 1906 in Berlin; † 7. Juni 1991 in Marburg) war ein deutscher Bibliothekar.

## Leben und Wirken
Heinrich Kramm studierte Geschichte, Germanistik und Geographie an der Universität Berlin und promovierte dort 1932. Das Staatsexamen für den höheren Schuldienst legte er 1934 ab. Von 1934 bis 1973 war er im wissenschaftlichen Bibliotheksdienst tätig. Nach Tätigkeiten an Bibliotheken in Frankfurt/M. (1934/35) und Wittenberg (1937 bis 1939) arbeitete er von 1939 bis 1945 bei der Historischen Kommission für Schlesien in Breslau (Abt. für Wirtschaftsgeschichte). Seit 1946 war er für die Staatsbibliothek zu Berlin tätig und zwar in der Dienststelle in Marburg. 1948 legte er die Fachprüfung für den höheren Bibliotheksdienst ab. In Marburg erwarb sich Kramm sehr große Verdienste bei der Rückführung der an vielen Orten ausgelagerten umfangreichen Kartenbestände der früheren Preußischen Staatsbibliothek. Seit 1952 leitete er die Kartenabteilung der Staatsbibliothek zu Berlin, seit 1968 im Rang eines Bibliotheksdirektors.
Kramm veröffentlichte u. a. zahlreiche Arbeiten zur Wirtschafts- und Sozialgeschichte der Oberschichten in Mitteldeutschland im 15. und 16. Jahrhundert.

## Schriften
- Formen des Patriziats in den oberdeutschen Städten um 1500. Triltsch, Würzburg 1932 (Dissertation Universität Berlin).
- Landschaftlicher Aufbau und Verschiebungen des deutschen Großhandels am Beginn der Neuzeit, gemessen an den Familienverbindungen des Großbürgertums. In: Vierteljahrschrift für Sozial- und Wirtschaftsgeschichte, Bd. 29 (1936), H. 1, S.
- Deutsche Bibliotheken unter dem Einfluß von Humanismus und Reformation. Ein Beitrag zur deutschen Bildungsgeschichte (= Zentralblatt für Bibliothekswesen, Beiheft, Bd. 70). Harrassowitz, Leipzig 1938 (Kraus-Reprint, Nendeln 1968).
- Die Bibliothek eines Wittenberger Mediziners um 1790 (Chr. Fr. Nürnberger) (= Abhandlungen zur Geschichte der Medizin und Naturwissenschaften, Bd. 33). Ebering, Berlin 1940 (Kraus-Reprint, Nendeln 1979, ISBN 3-262-01409-5).
- Wittenberg und das Auslandsdeutschtum im Lichte älterer Hochschulschriften (= Sammlung bibliothekswissenschaftlicher Arbeiten, Serie 2, H. 33). Harrassowitz, Leipzig 1941.
- Sozialgeschichtliche Zusammenhänge in der städtischen Besiedlung des Westerzgebirges im 16. Jahrhundert. In: Geschichtliche Landeskunde und Universalgeschichte. Festgabe für Hermann Aubin zum 23. Dezember 1950. Nölke, Hamburg 1950, S. 113–130.
- Bibliographie historischer Zeitschriften 1939–1951. Drei Teile. Rasch, Marburg 1952–1954.
- Die Titelaufnahme von geographischen Karten im alphabetischen Katalog. In: Zeitschrift für Bibliothekswesen und Bibliographie, Bd. 5 (1958), S. 1–13.
- Verzeichnis Deutscher Kartensammlungen. Harrassowitz, Wiesbaden 1959 (Neubearbeitung von Lothar Zögner u.d.T.: Verzeichnis der Kartensammlungen in der Bundesrepublik Deutschland einschließlich Berlin (West). Harrassowitz, Wiesbaden 1983, ISBN 3-447-02193-4).
- Zur Katalogisierung von Karten. In: Zeitschrift für Bibliothekswesen und Bibliographie, Bd. 7 (1960), S. 232–237.
- Besitzschichten und Bildungsschichten der mitteldeutschen Städte im 16. Jahrhundert. In: Vierteljahrschrift für Sozial- und Wirtschaftsgeschichte, Bd. 51 (1964), H. 4, S. 454–491.
- Gedanken zur Titelaufnahme von alten Karten in Bibliotheken. In: Zeitschrift für Bibliothekswesen und Bibliographie, Bd. 12 (1965), S. 168–176.
- Die Kartenabteilung der Staatsbibliothek (Stiftung Preußischer Kulturbesitz Berlin) Marburg a. d. Lahn. Ihre Entwicklung in den Nachkriegsjahren (= Kartensammlung und Kartendokumentation, H. 3). Bundesforschungsanstalt für Landeskunde und Raumordnung, Bad Godesberg 1967.
- Streiflichter auf die Oberschichten der mitteldeutschen Städte im Übergang vom Mittelalter zur Neuzeit. Zur Frage des Patriziats. In: Hellmuth Rössler (Hrsg.): Deutsches Patriziat 1430–1740 (= Schriften zur Problematik der deutschen Führungsschichten in der Neuzeit, Bd. 3). Starke, Limburg/Lahn 1968, S. 125–156.
- Wanderrrichtungen führender bürgerlicher Familien in Mitteldeutschland im 15. und 16. Jahrhundert. In: Walter Schlesinger (Hrsg.): Zur Geschichte und Volkskunde Mitteldeutschlands (= Festschrift für Friedrich von Zahn, Bd. 1). Böhlau, Köln 1968, S. 472–504.
- Studien über die Oberschichten der mitteldeutschen Städte im 16. Jahrhundert. Sachsen, Thüringen, Anhalt. Zwei Bände (= Mitteldeutsche Forschungen, Bd. 87,1 u. 87,2). Böhlau, Köln 1981, ISBN 3-412-04880-1.

Festschrift
- Lothar Zögner (Hrsg.): Karten in Bibliotheken. Festgabe für Heinrich Kramm zur Vollendung seines 65. Lebensjahres (= Kartensammlung und Kartendokumentation, Bd. 9). Bundesforschungsanstalt für Landeskunde und Raumordnung, Bad Godesberg 1971.